# Bill Gwatney
William "Bill" Gwatney (26. august 1959 – 13. august 2008 i Little Rock, Arkansas) var en amerikansk politiker fra det demokratiske parti. Ved sin død var han leder for sit parti i delstaten Arkansas, en stilling han blev udnævnt til i 2007. Før dette var han senator i delstaten i perioden 1993-2002. Gwatney var desuden finansiel ordfører for Mike Beebes kampagne for at blive valgt til Arkansas' guvernør i 2006. Han drev tre bilhandler i Pulaski. Gwatney var i mange år ven med USA's forhenværende præsident Bill Clinton og dennes hustru Hillary Clinton.

## Død
Den 13. august 2008 trængte en mand, identificeret som den 50-årige Timothy Dale Johnson, ind på det demokratiske partis partihovedkvarter i Little Rock og skød Gwatney tre gange. Gwatney blev fløjet til et sygehus og døde tre timer senere, klokken 15:59 CST. Johnson havde bedt om at tale med Gwatney. Gwatneys sekretær forsøgte at fortælle, at han var optaget, men Johnson skubbede sekretæren til side, gik direkte ind på kontoret og startede med at skyde. Efter affyringen af skuddene flygtede gerningsmanden i en Chevrolet pick-up truck og blev jaget ud af Little Rock. Efter 48 kilometer blev han skudt og dræbt af politiet efter at en PIT-manøvre tvang ham til at svinge af vejen og ind på en mark nær Sheridan i Arkansas.